# Морган (город, Миннесота)
Морган (англ. Morgan) — город в округе Редвуд, штат Миннесота, США. На площади 1,4 км² (1,4 км² — суша, водоёмов нет), согласно переписи 2002 года, проживают 903 человека. Плотность населения составляет 634,9 чел./км².
- Телефонный код города — 507
- Почтовый индекс — 56266
- FIPS-код города — 27-44116[1]
- GNIS-идентификатор — 0648109[2]